# Chäserrugg
Der Chäserrugg ist ein Berg in der Gemeinde Wildhaus-Alt St. Johann im Kanton St. Gallen in der Ostschweiz. Er liegt  in den Appenzeller Alpen zwischen dem oberen Toggenburg und dem Walensee. Der Gipfel liegt auf 2261 m ü. M. Er ist der östlichste der «sieben Churfirsten».
Durch seine geringe Schartenhöhe von nur 14 Metern gegenüber dem Hinterrugg ist der Chäserrugg eigentlich ein Nebengipfel des höchsten der Churfirsten.

## Hintergrund
Der Chäserrugg wird von Unterwasser durch die Iltiosbahn und die Luftseilbahn Iltios–Chäserrugg erschlossen. Das ehemalige Gipfelrestaurant an deren Bergstation wurde 2015 durch einen von Herzog & de Meuron entworfenen Neubau ersetzt. Dieser wurde 2015 mit dem Architekturpreis Hase in Bronze ausgezeichnet.
Im Winter werden auf dem Bergrücken (schweiz.: Rugg) eine Skipiste und ein Skilift betrieben. Die Piste führt über das Stöfeli zum Iltios und ist Teil des Skigebiets Obertoggenburg. Skifahrer werden per Orientierungstafeln angehalten, die Piste nicht zu verlassen, da das Gebiet um den Chäserrugg felsig ist und in vielen Bereichen gefährliche Karstlöcher und Felsspalten aufweist, die im Winter wegen des Schnees nicht zu erkennen sind. Vom Iltios bis zum Stöfeli (1682 m ü. M.) führte bis 2015 ebenfalls ein Skilift, der im Sommer 2015 durch den Bau der 10er-Kabinenbahnen Espel – Stöfeli – Chäserrugg ersetzt wurde. Das Skigebiet ist seit 2020 vom Skigebiet um Wildhaus, Unterwasser und Alt St. Johann getrennt, da sich die beiden Gesellschaften nicht über eine gemeinsame Tarifpolitik einigen konnten.
Ein drei Kilometer langer Rundweg auf dem Hochplateau Rosenboden auf rund 2230 m ü. M. eignet sich für eine leichte Wanderung und bietet eine 360°-Aussicht auf die umliegenden Berge. Er wird als Blumenweg bezeichnet, an dem auch eines der Edelweiss-Bänkli steht.

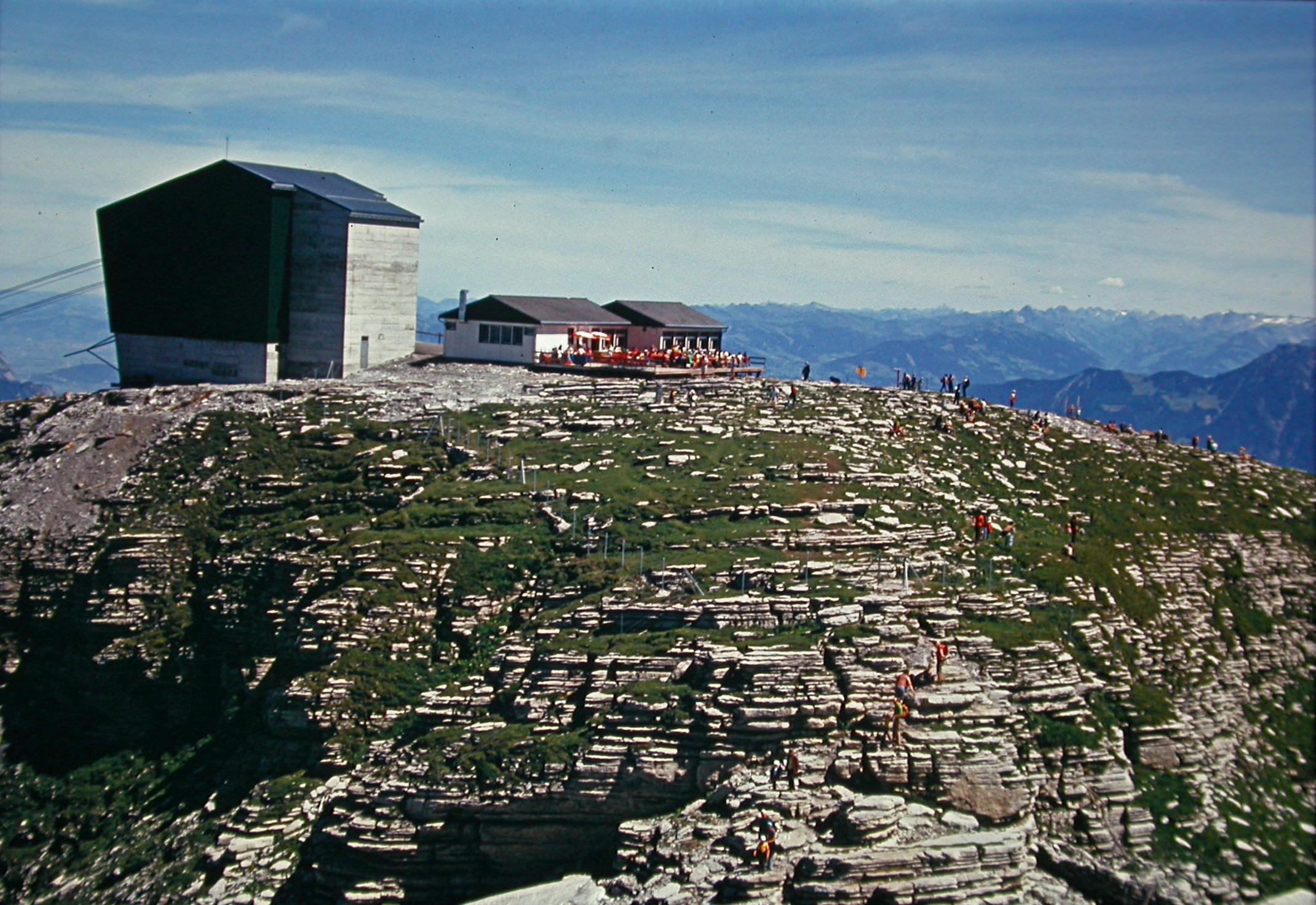
Das alte Restaurant auf dem Chäserrugg 1974
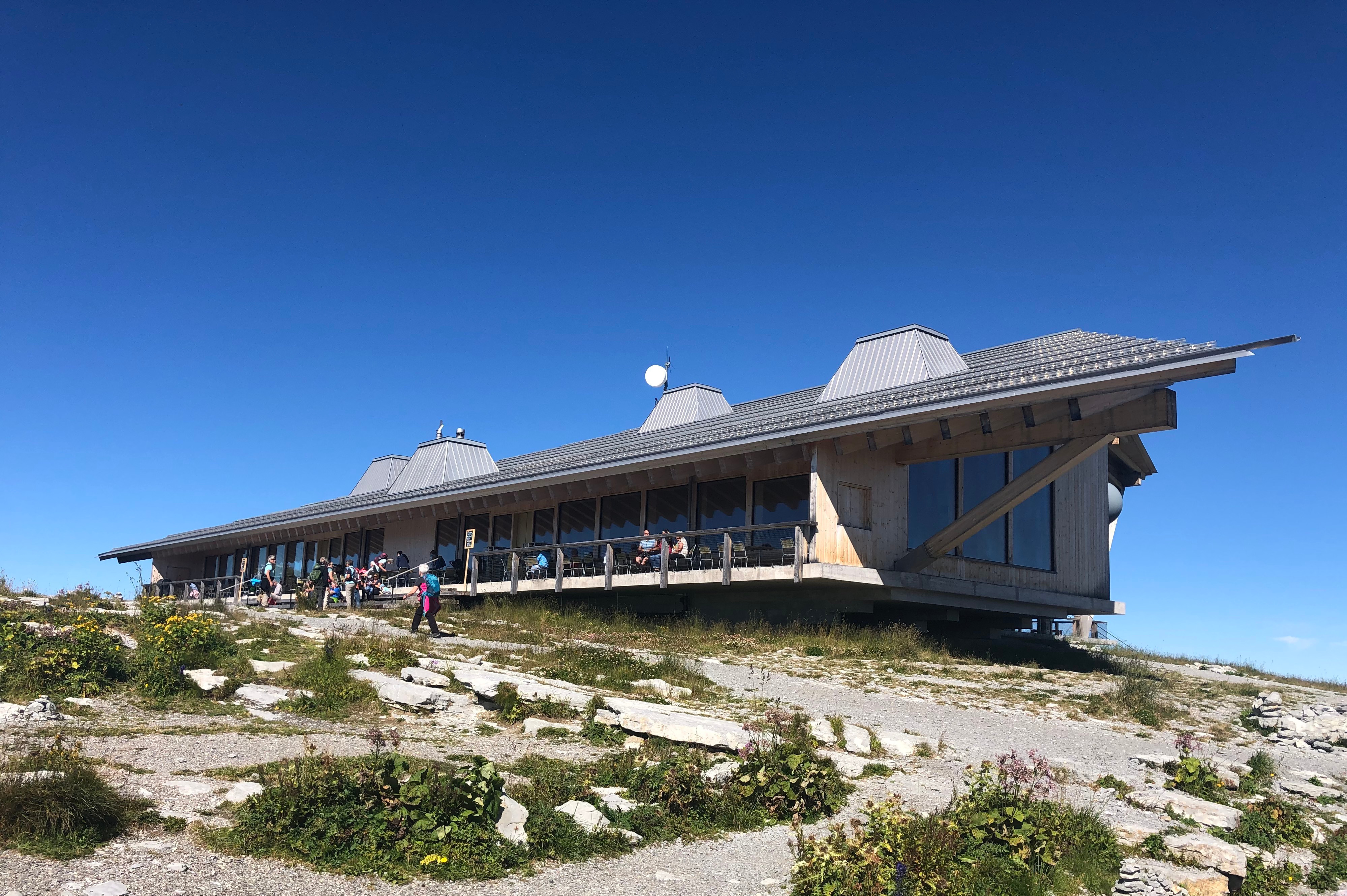
Das neue Gebäude von Herzog & de Meuron
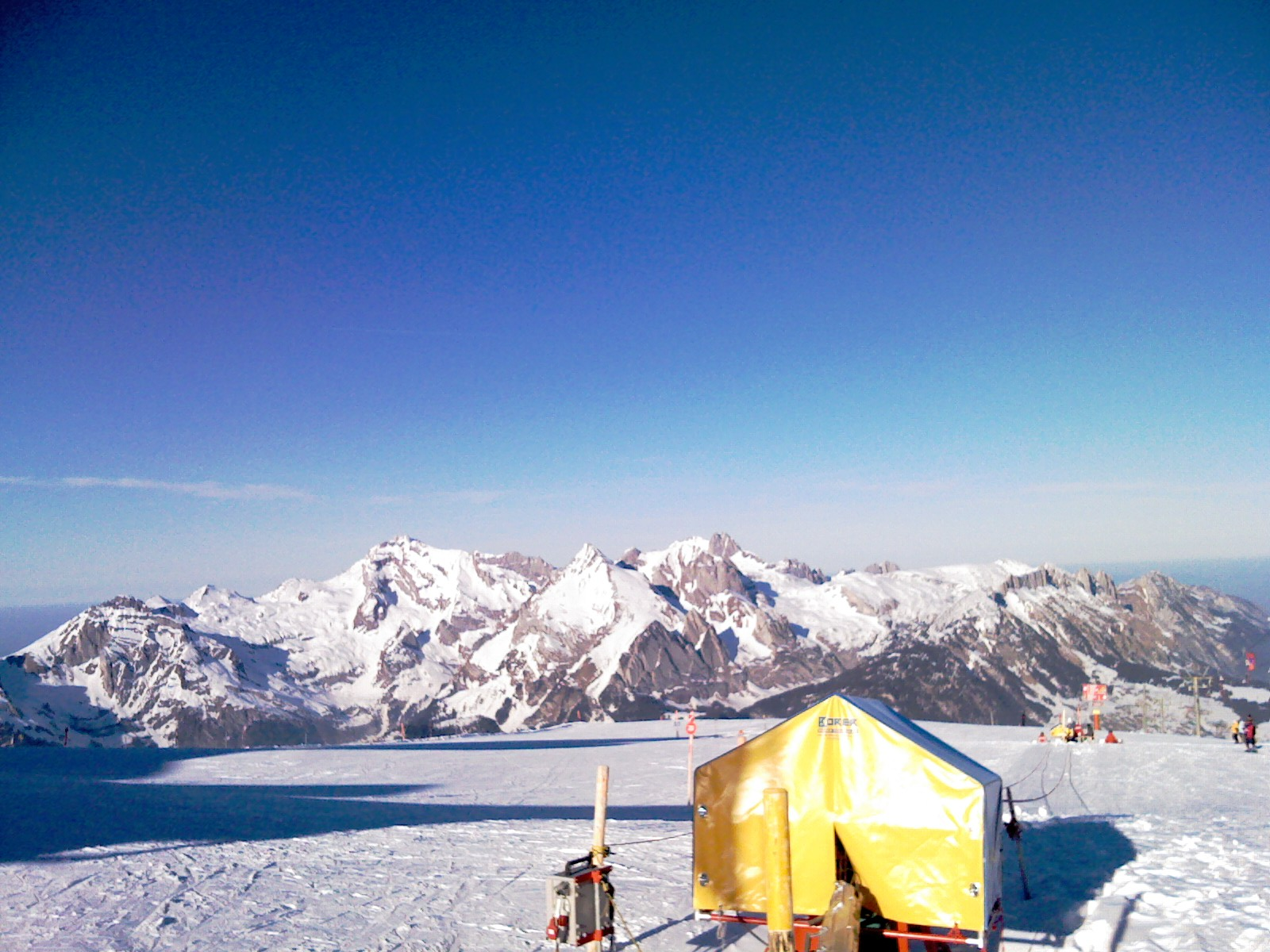
Aussicht vom Chäserrugg auf Alpstein mit Säntis